# 沖端川
沖端川（おきのはたがわ）は、矢部川水系の支流で福岡県の主に柳川市を流れ有明海に注ぐ河川。柳川市近辺の水源となっており、みやま市瀬高町本郷の朝鮮松原付近の矢部川に堰を設けて分水している。流路延長14.3km。

## 地理
福岡県筑後市大字津島と福岡県みやま市瀬高町本郷にまたがる筑後広域公園内で矢部川より分流し、西に流れる。柳川市内で南西に向きを変え柳川市昭南町と柳川市吉富町の境界から有明海に注ぐ。

## 流域の自治体
福岡県
筑後市、みやま市、柳川市

## 橋梁
上流から順に。県道及び国道に架かる橋梁は南筑後県土管内図（PDF版） (PDF) による。
- きずな橋 - 筑後広域公園内[1]。
- 松原橋 - 筑後広域公園内[1]。
- 行基橋 - 福岡県道791号富久瀬高線。
- 中山下妻橋 - 福岡県道96号八女瀬高線。
- 古島橋 - 福岡県道89号瀬高久留米線。
- 新村橋
- 沖の端川橋 - 福岡県道83号大和城島線。
- 島町橋 - 福岡県道773号木元白鳥線。
- 磯鳥橋 - 福岡県道703号柳川筑後線。
- 新鷹見橋 - 福岡県道703号柳川筑後線。
- 新沖端川橋 - 福岡県道772号徳益蒲船津線（有明海沿岸道路）。
- 御鷹見橋
- 矢ヶ城橋
- 西鉄大牟田線橋梁
- 高畑大橋 - 国道208号。
- 出の橋 - 福岡県道23号久留米柳川線。
- 大門橋 - 福岡県道770号枝光今古賀線[2]。
- 筑紫橋 - 福岡県道702号柳川城島線。
- 有明橋 - 福岡県道767号本町新田大川線。
- 三明橋 - 福岡県道・佐賀県道18号大牟田川副線。
- 沖端川大橋 - 2017年3月19日、河口の柳川市吉富町と昭南町を結んで開通した。沖端川大橋は長さ610m、県道18号バイパス（延長14.68km）の一部で、そのうちの1.33km部分が開通した[3]。

## 水害
2012年7月14日、九州北部豪雨により、堤防の一部が決壊した。